# Румен Андреев (МВР)
Румен Генов Андреев е български юрист, директор на Националната следствена служба от 2001 до 2002 г.

## Биография
Роден е на 21 февруари 1951 г. в София. Завършва право в Софийския университет. От 1977 г. започва да работи като следовател III степен в отдел 1 на Държавна сигурност към Главното следствено управление. Присвоено му е звание лейтенант от ДС. От 1983 г. е старши следовател в Главното следствено управление (ГСУ). На 1 юли 1987 г. е главен следовател в отдел 2 на ГСУ. През 1992 г. е направен началник на отдел „Престъпления срещу националната сигурност“, на който пост остава до 1994 г. От 1994 до 2005 г. е заместник-директор на Националната следствена служба. От 1995 г. е полковник. От 2001 до 2002 г. е изпълняващ длъжността директор на Националната следствена служба. От 16 септември 2005 г. е заместник-министър на вътрешните работи, отговарящ за дознанието. Самоубива се на 11 август 2018 г. след семеен скандал във вилата си.